# Getting Any?
Getting Any? (みんな～やってるか！, Minnā yatteru ka!, literalment: "Està tothom fent-ho?") és una pel·lícula japonesa del 1995, escrita, dirigida, muntada i amb l'actuació del cineasta japonès Takeshi Kitano.
Yatteru (やってる) És la forma col·loquial per yatteiru (やっている), yatteru ve del verb japonès yaru, que és una forma informal de 'per fer', i que a esdevingut argot per referir-se a l'acte sexual.
Getting Any? és descrita com una comèdia sexual. Hi veiem Beat Takeshi, que es va fer famós anys abans com a actor manzai molt popular, retornant a les seves arrels més còmiques. La pel·lícula presenta un jove obsessionat per practicar el sexe.
La pel·lícula no va assolir gaire èxit al Japó, on la seva estrena no va destacar. Kitano va confessar el 2003 (durant la producció de Zatōichi), que Getting Any? era una de les tres pel·lícules més importants d'entre les deu que havia dirigit fins aquell moment. Segons ell, aquesta obra va ser la base de moltes de les seves pel·lícules posteriors, incloent-hi l'aclamada HANA-BI, on presenta tots els seus temes més recurrents.
Segons Kitano, el seu propòsit en aquesta pel·lícula era riure's dels seus propis gags. També va voler fer riure els japonesos joves nascuts després de la Segona Guerra Mundial, que eren de ment simple i massa directes i simplistes quan parlaven amb noies per fer l'amor. Kitano va negar satiritzar la societat japonesa, i va dir que el seu objectiu en aquesta pel·lícula era fer riure al públic.

## Trama
A Getting Any? Minoru Iizuka, també conegut com a "Dankan" a Boiling Point, interpreta Asao, un noi que viu amb el seu avi a la Prefectura de Saitama. Asao, de 35 anys, és molt inexpert en dones i està obsedit per tenir practicar el sexe com més millor. Un dia mentre mira una pel·lícula eròtica de televisió, decideix que tot el que necessita per aconseguir sexe amb noies és un cotxe elegant, així que corre al concessionari d'automòbils més proper.
Així, Asao, intentant fer l'amor, acaba embolicat en diverses aventures surrealistes, com ara el robatori d'un banc, unir-se a la yakuza, esdevenir Zatoichi, ser l'home invisible o transformar-se en un home-mosca gegant.

## Càsting
- Dankan - Asao
- Hideo Higashikokubaru - Yaku
- Takeshi Kitano - Científic
- Akiji Kobayashi - Cap de la Força de Defensa Mundial
- Masumi Okada - Actor rus
- Susumu Terajima - Yakuza ferit
- Ren Osugi - Cap de Yakuza 3